# Megumu Tamura
Megumu Tamura (田村 恵, Tamura Megumu, 10 januari 1927 – Tokio, 8 oktober 1986) was een Japans voetballer die als verdediger speelde.

## Japans voetbalelftal
Megumu Tamura maakte op 7 maart 1951 zijn debuut in het Japans voetbalelftal tijdens een Aziatische Spelen 1951 tegen Iran. Megumu Tamura debuteerde in 1951 in het Japans nationaal elftal en speelde 3 interlands.

## Statistieken
| Japans voetbalelftal | Japans voetbalelftal | Japans voetbalelftal |
| Jaar                 | Wed.                 | Dlp.                 |
| -------------------- | -------------------- | -------------------- |
| 1951                 | 3                    | 0                    |
| Totaal               | 3                    | 0                    |